# Preslianthus schunkei
Preslianthus schunkei är en kaprisväxtart som först beskrevs av James Francis Macbride, och fick sitt nu gällande namn av Hugh Hellmut Iltis och Cornejo. Preslianthus schunkei ingår i släktet Preslianthus och familjen kaprisväxter. Inga underarter finns listade i Catalogue of Life.